# Zak Zinter
Zak Lyle Zinter (Port St. Lucie, 17 aprile 2001) è un giocatore di football americano statunitense che milita nel ruolo di guardia per i Cleveland Browns della National Football League (NFL).

## Carriera universitaria

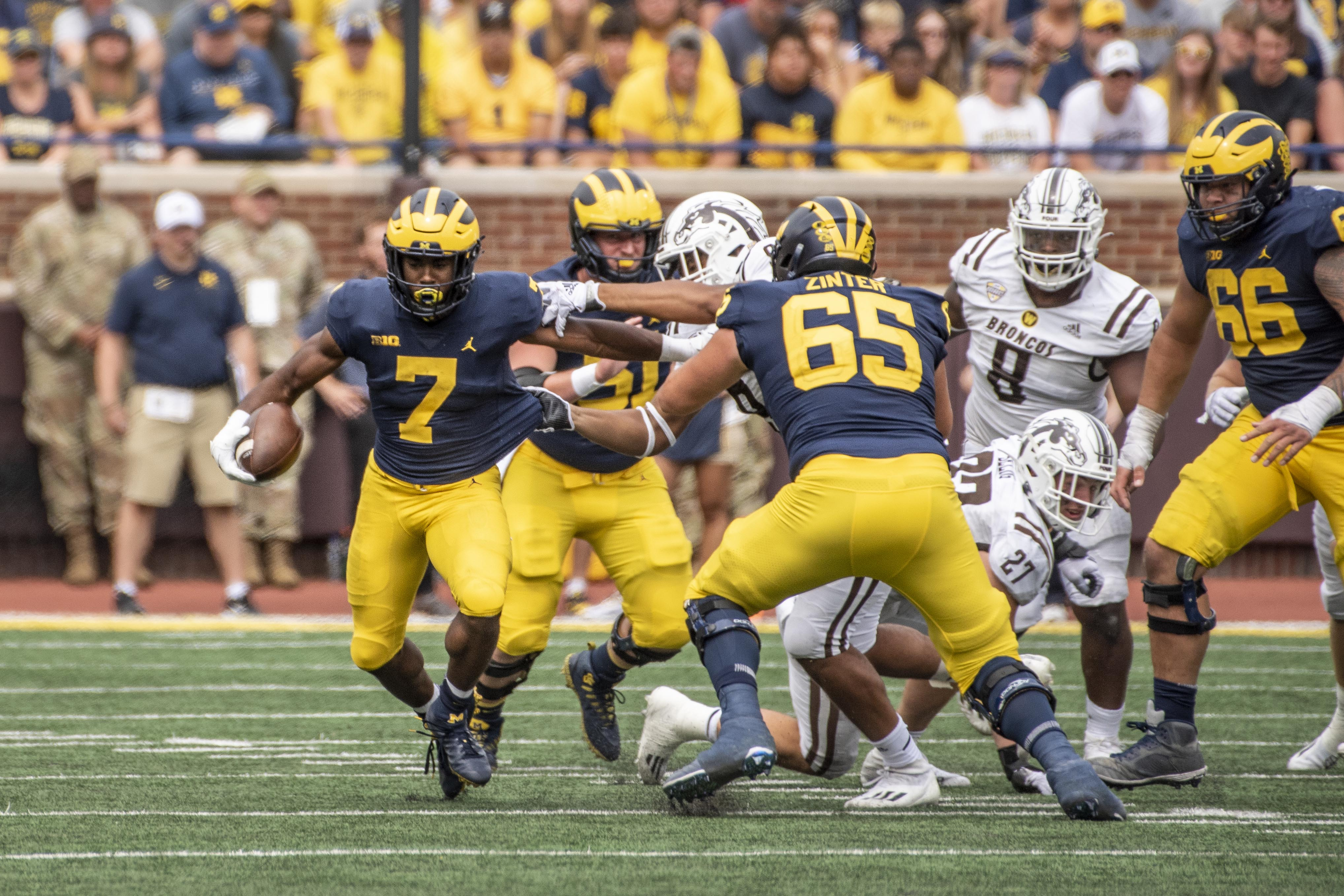
Zinter mentre blocca per Donovan Edwards (#7) nel 2021

Zinter si iscrisse all’Università del Michigan nel 2020. Nella sua prima stagione disputò 4 gare come titolare per i Wolverines. Nel 2021 fu parte della linea offensiva che vinse il Joe Moore Award. Zinter partì come titolare in 12 partite e fu inserito nella seconda formazione ideale della Big Ten Conference.
Nel 2022 Zinter partì come titolare in 14 gare, venendo inserito nella formazione ideale della Big Ten. Tutti e tre gli uomini della linea offensiva interni di Michigan (Zinter, Olusegun Oluwatimi e Trevor Keegan) furono inseriti nella formazione ideale della conference. Per il secondo anno consecutivo Michigan vinse il Joe Moore Award e Zinter fu inserito nella lista dei giocatori papabili per l’Outland Trophy.
Il 25 novembre 2023, nella vittoria sui rivali di Ohio State Zinter si ruppe tibia e perone, perdendo il resto della stagione.
Malgrado l’infortunio, Zinter partì come titolare in 12 gare nella stagione in cui Michigan vinse il titolo nazionale, venendo inserito nella formazione ideale della Big Ten e premiato come unanimemente come All-American.

## Carriera professionistica

### Cleveland Browns
Zinter fu scelto nel corso del terzo giro (85º assoluto) del Draft NFL 2024 dai Cleveland Browns. Debuttò come professionista subentrando nella gara del primo turno contro i Dallas Cowboys e la settimana successiva disputò la prima gara come titolare contro i Jacksonville Jaguars. La sua prima stagione si chiuse disputando tutte le 17 partite, di cui 3 come titolare.